# Rue Marlot
La rue Marlot est une rue de la commune de Reims, dans le département de la Marne, en région Grand Est.

## Situation et accès
La rue Marlot est comprise entre la rue Boulard et la rue du Jard. La rue appartient administrativement au quartier Centre-ville de Reims.

## Origine du nom
Rue nommé en l’honneur de Dom Guillaume Marlot (1596-1667), grand prieur de l’abbaye Saint-Nicaise, savant bénédictin, auteur de l’Histoire de la Ville, Cité et Université de Reims, en 1666, qui fut publiée, en français, en quatre volumes de 1843 à 1846 par l’Académie de Reims. Il était le fils de Nicaise Marlot, docteur en médecine, et de Pérette Bignicourt.

## Historique
Anciennes rue Robin-le-Vacher  et rue des Treize-Maisons qui furent réunies en 1841 pour former l’ancienne rue Marlot qui commençait alors rue Brûlée entre les numéros 34 et 36 et formait une équerre. Elle fut prolongée en 1855 (voir rue Hincmar) et fut réduite à sa taille actuelle lors du percement de la Rue Boulard (Reims) en 1864.

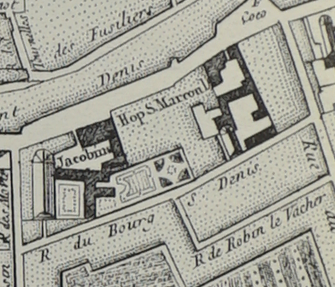
Anciennes rue Robin-le-Vacher et rue des Treize-Maisons.

## Bâtiments remarquables et lieux de mémoire
- no 23 Immeuble remarquable, style fin du XIXe siècle, repris comme éléments de patrimoine d’intérêt local (PLU de Reims Tome 3 Approuvée le : 28/09/2017 p. 468) pour sa composition architecturale riche et complexe (façade alternant les briques roses et les briques rouges (pose en panneresse), richesse des décors en pierre). N°23 Rue Marlot (Reims).

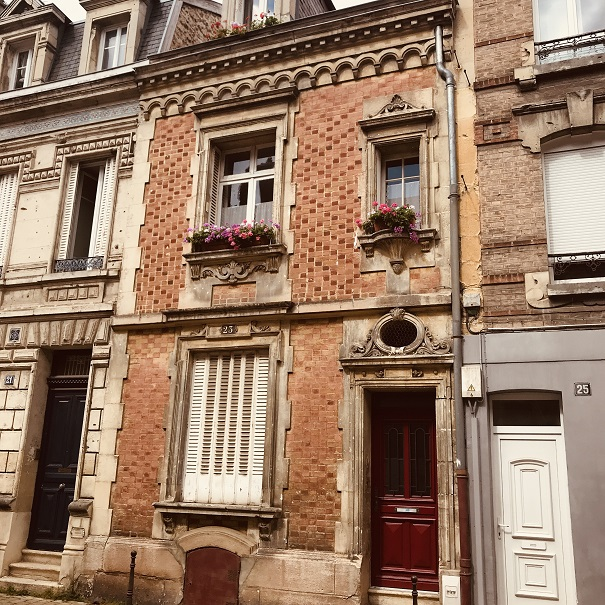
N°23 Rue Marlot (Reims).